# Hariczandra
Hariczandra, Mahākavi Haricandra (oryg.हरिचन्द्र) – pisarz dżinijski z IX wieku lub XI w./XII w.
Napisał w sanskrycie wielki poemat epicki Dharmaśarmabhyudaya (Triumf Obrońcy Prawa) w 21 pieśniach, którego bohaterem jest Dharmanatha, 15. tirthankara. Innym dziełem jest Jīvandharacampū – tekst w 11 częściach, będący przykładem gatunku campū, łączącego fragmenty prozy i poezji, datowany na nie wcześniej niż lata 900. Historia Jīvandhary opowiedziana przez Haricandrę streszcza dwa księgi Vādībhasiṃhy na ten temat. Haricandra żył prawdopodobnie później niż Vādībhasiṃha, którego aktywność przypada na początek XI w. Najstarszy rękopis Dharmaśarmabhyudayi jest datowany na 1231 rok, co pozwala oszacować, że Haricandra tworzył prawdopodobnie między ostatnią ćwiercią XI a ostatnią ćwiercią XII w.